# Barrage Kasseb
Le barrage Kasseb (arabe : سد كساب) est un barrage tunisien inauguré en février 1969, sur l'oued Kasseb, situé à une vingtaine de kilomètres à l'ouest de Béja.
D'une hauteur de 57,6 mètres et d'une longueur en crête de 245 mètres, il peut retenir jusqu'à 80 millions de mètres cubes d'eau dans un réservoir d'une superficie de 437 hectares et d'une profondeur de 57 mètres. L'eau du réservoir est principalement destinée à l'alimentation en eau potable de la ville de Tunis et non à l'irrigation.
Le barrage possède un déversoir d'une longueur de 51 mètres avec un débit maximal de 460 mètres cubes par seconde. Une usine hydroélectrique d'une puissance de 660 kW est implantée à 400 mètres en aval du barrage. Elle produit en moyenne 3,6 GWh par an.